# Торн-Смит, Кортни
Кортни Торн-Смит (англ. Courtney Thorne-Smith, род. 8 ноября 1967) — американская актриса. Она наиболее известна благодаря ролям Элисон Паркер в телесериале «Мелроуз Плейс» (1992—1997), Джоржии Томас в «Элли Макбил» (1997—2002), Шерил Мейбл в ситкоме «Как сказал Джим» (2001—2009), а также Линсей МакЭлрой в «Два с половиной человека» (2010—2015).

## Ранние годы
Кортни Торн-Смит родилась в Сан-Франциско и выросла в городе Менло-Парк, округа Сан-Матео. Её отец был исследователем компьютерного рынка, а мать работала терапевтом, но родители развелись когда девочке было семь лет, и ей пришлось жить то с матерью, то с отцом. Торн-Смит училась в Menlo-Atherton High School, а позже, в 1985 году, заканчивает Tamalpais High School.

## Карьера
Кортни Торн-Смит начала свою карьеру в восьмидесятых со съемок в молодёжных кинофильмах, таких как «Лукас» (1986) с Кори Хэймом, «Добро пожаловать в 18-летие» (1986) с Маришкой Харгитей, а также «Месть полудурков 2: Полудурки в раю» (1987) и «Летняя школа» (1987). Позже она снялась в ситкоме «Изо дня в день» с Линдой Келси и Джулией Луи-Дрейфус, а после сыграла первую серьёзную роль в нескольких эпизодах сериала «Закон Лос-Анджелеса» в 1990 году.
В начале 1992 года Торн-Смит получила роль многострадальной Элисон Паркер в прайм-тайм мыльной опере «Мелроуз Плейс». Шоу быстро стало хитом, и Торн-Смит снималась в сериале до 1997 года. После ухода из шоу она сыграла главную роль в провальном фильме «Глава правления» и после имела устойчивую карьеру на телевидении.
С 1997 по 2000 год Торн-Смит играла роль адвоката Джоржии Томас в сериале «Элли Макбил». Сериал имел большой успех, но за кадром, по слухам, между Торн-Смит и Калистой Флокхарт были крайне напряженные отношения, что привело к уходу актрисы после трёх сезонов. Торн-Смит долго без работы не осталась, и уже в начале 2001 года получила ведущую женскую роль в ситкоме «Как сказал Джим» напротив Джима Белуши. Эта роль принесла ей наибольшую известность, а сам сериал просуществовал вплоть до 2009 года. После его завершения Торн-Смит перешла в ещё один успешный ситком — «Два с половиной человека», где начала играть подругу Джона Крайера.

## Личная жизнь
С 2000 по 2001 год Торн-Смит была замужем за генетиком Эндрю Конрадом. С 2007 года она замужем за Роджером Фишманом, от которого у неё есть сын Джейкоб (род. 2008).

## Фильмография

### Фильмы
| Год  | Название                            |
| ---- | ----------------------------------- |
| 1986 | Лукас                               |
| 1986 | Добро пожаловать в 18-летие         |
| 1987 | Месть полудурков 2: Полудурки в раю |
| 1987 | Летняя школа                        |
| 1990 | Переход подачи                      |

### Телевидение
| Год       | Название                 | Роль             | Примечание             |
| --------- | ------------------------ | ---------------- | ---------------------- |
| 1986      | Fast Times               | Стейси Гамильтон |                        |
| 1986—1994 | Закон Лос-Анджелеса      | Кимберли Дуган   | 6 эпизодов в 1990 году |
| 1992—1999 | Мелроуз Плейс            | Элисон Паркер    |                        |
| 1997      | Спин-Сити                | Даниэла Бринкман | 1 эпизод               |
| 1997—2002 | Элли Макбил              | Джорджия Томас   |                        |
| 2001—2009 | Как сказал Джим          | Шерил            | 182 эпизода            |
| 2009      | Войны в женской общаге   | Лати Паркер      | Телефильм              |
| 2010—2015 | Два с половиной человека | Линдсей МакЭлрой | 51 эпизод              |

2017
|Тайны Эммы Филдинг
|Эмма Филдинг
|1 сезон 
|-